# ترتولیان
کوینیتوس ترتولیانوس (به انگلیسی: Quintus Septimus Florens Tertullianus) پیرامون سال ۱۶۰ در کارتاژ (تونس کنونی) در خانواده‌ای رومی و بت‌پرست به دنیا آمد. او در زمینهٔ دانش معانی گفتار و حقوق به تحصیل پرداخت؛ و احتمالاً مدتی در رُم زندگی می‌کرد و به‌عنوان حقوقدان مشغول به‌کار بود. او پیرامون سال ۱۹۷ مسیحی شد و پس از آن مانده زندگی خود را صرف نگارش آثار انبوه در دفاع از باور مسیحی کرد. او نخست پشتیبان کلیسای رسمی کاتولیک بود ولی پیرامون سال ۲۰۷ از رهبران کلیسا سرخورده شد و به سود جنبش مونتانیسم۳ سخن گفتن آغاز کرد.
مونتانیسم یا چنان‌که پیروان آن می‌خواندند «نبوت نوین» در دههٔ ۱۷۰ یعنی زمانی که مونتانوس۴ و دو زن دیگر در فریجیه۵ (ترکیه کنونی) آغاز به نبوت کردند، آغاز شد. آنها آموزش می‌دادند: «پایان جهان به‌زودی فرا خواهد رسید، پس زهد و ریاضت پیشه کنید و از ازدواج بپرهیزید، روزهٔ طولانی نگه ندارید و از شهادت نیز نگریزید» (در تقابل با متی ۱۰:۲۳). در آغاز رهبران کلیسای کاتولیک دقیقاً نمی‌دانستند با این جنبش چگونه برخورد کنند. آیرنیوس به کلیسای رُم پیشنهاد کرد که بدون بررسی کافی، این جنبش را محکوم نکند. ولی سرانجام این جنبش از مسیر بنیادین جدا و زیر نام «نوآوری فریجیه» رد و محکوم شد.
به‌جز برخی احادیث متأخرتر، شواهد تاریخی دال بر اینکه ترتولیان کلیسا کاتولیک را ترک، و گروه تازه‌ای را تأسیس کرده باشد، یا به گروه تازه‌ای پیوسته باشد، وجود ندارند. ولی او به نکوهش از کلیسای کاتولیک و دفاع از مونتانیسم پرداخت؛ و در سال ۲۲۰ در پیری چشم از جهان فروبست.
ترتولیان نخستین شخصیت برجستهٔ مسیحی است که به زبان لاتین می‌نوشت. او پدر الهیات لاتینیِ غربی است. او و اوریجن بزرگ‌ترین نویسندگان مسیحیِ سده‌های دوم و سوم میلادی بودند. به راستی او یکی از بزرگ‌ترین نویسندگان لاتینی‌زبان بود تا جایی که بت‌پرستان نیز آثارش را می‌خواندند چرا که از شیوه نگارش او لذت می‌بردند. یک نویسندهٔ سده پنجم دربارهٔ آثار ترتولیان می‌نویسد: «کمابیش هر واژه‌ای که به‌کار می‌برد لطیفه‌ای طنزآمیز، و هر جمله‌اش به مانند پیروزی است.» یکی از نویسندگان هم روزگار می‌گوید: «ترتولیان توانایی داشت که در میان متألهین۶ به‌ندرت می‌توان دید: او خسته‌کننده نبود!»
ترتولیان همواره چون مدافعی می‌نوشت، و با زبردستی و چیرگی که بر فن گفتار بیان داشت از موضع خود دفاع می‌کرد و بر رقیبان می‌تازید. او را چنین می‌خواندند: «دفاع‌گری که هرگز پوزش نمی‌طلبد!» آرمان او نابودی کامل مواضع مخالفانش بود. او می‌کوشید نشان دهد که مخالفانش سراسر در اشتباه، و فاقد شایستگی اخلاقی‌اند. او کینه‌توز و ناصادق نبود، و به سزاواری باورش سرار باور داشت و صادقانه می‌کوشید به بهترین شکل ممکن آن را به اثبات برساند.

## آثار

Opera omnia, 1598

از او بیش از سی اثر باقی است که می‌توان به سه گروه عمده تقسیم‌شان کرد:

### آثار دفاعیاتی۷
معروف‌ترین اثر این گروه «دفاعیات» است. ترتولیان کار دفاعیون قرن دومی چون ژوستین را ادامه داد اما با تبحر و فصاحتی بی نظیرتر. او مهارت حقوقی خود را به‌کار می‌گرفت تا در برابر محکومیتِ ناعادلانهٔ مسیحیان که صرفاً به‌خاطر مسیحی بودن‌شان اعدام می‌شدند، بایستد.
«ما مسیحیان چندی نیست که پا به عرصهٔ وجود گذاشته‌ایم، با وجود این همه‌جا حضور داریم - در شهرها، در جزایر، قلعه‌ها، بازارها، پادگان‌های نظامی، قبایل مختلف، قصر امپراتور، سنا و در میدان نمایش. ما جایی برای شما باقی نگذاشته‌ایم جز پرستشگاه خدایان‌تان.» دفاعیات ۳۷
«عنوان «منافقان» نه شایستهٔ مسیحیان بلکه شایستهٔ کسانی است که مُزَوِرانه توطئهٔ قتل انسان‌های نیک‌سیرت و با فضیلت را طرح می‌کنند و خون بی‌گناهان را بر زمین می‌ریزند؛ و خصومت‌شان را چنین توجیه می‌کنند که «مسیحیان مسبب نزول هر نوع بلا و مصیبت‌اند». اگر رودخانهٔ تیبر۸ طغیان کند و شهر رُم را فرابگیرد یا آب نیل چنان پایین برود که مزارع خشک‌سالی ببینند، اگر آسمان‌ها بی‌حرکت بمانند و زمین بلرزد، اگر قحطی و طاعون نازل شود، آنها چنین فریاد می‌کنند که ”مسیحیان را جلوی شیران بیندازید! و اطمینان حاصل کنید که تعداد شیران برای مسیحیان کافی است!“» دفاعیات ۴۰
«قساوت و بی‌رحمی شما علیه ما، هرچه هم شدید باشد سودی به حال‌تان ندارد بلکه برعکس باعث می‌شود مردم به‌سوی ما کشیده شوند. هرچه بیشتر ما را قتل‌عام کنید تعدادمان افزون‌تر می‌شود. خون مسیحیان بذر کلیسا است … سرسختیِ ما که شما از آن انتقاد می‌کنید وسیله‌ای است برای انتشار ایمان‌مان؛ زیرا مگر می‌شود کسی آن را ببیند و نپرسد که سببش چیست؟ و کیست که سبب آن را بجوید و ایمان مسیحی را نپذیرد؟» دفاعیات ۵۰

### آثار اصول اعتقادی و ضدِ بدعتی۹
ترتولیان به‌همراه آیرنیوس از بزرگ‌ترین مخالفان مذهب ناستیکی بود و مجموعه مقالاتی علیه آن نوشت که «درک بدعت‌کاران» معروف‌ترین آنها است. او استدلال‌های آیرنیوس را به‌کار می‌گیرد اما طبق معمول آنها را بسط و گسترش می‌دهد. به‌عنوان مثال، می‌گوید: «بدعت‌کاران حتی حق ندارند از کتاب‌مقدسِ کلیسا استفاده کنند». اما این استدلال باعث نشد تا او در سال‌های آخر عمر دیدگاهی شدیداً انتقادی علیه کلیسای کاتولیک اتخاذ نکند. حجیم‌ترین اثر ترتولیان، اثر پنج‌جلدی او به‌نام «علیه مارسیون» است. مارسیون۱۰ بزرگ‌ترین بدعت‌کار قرن دوم میلادی بود. او مُعَرِف شاخهٔ خاصی از مذهب ناستیکی بود که برخی از تعالیم پولس رسول را نیز به عاریت می‌گرفت.
«از آنجا که بدعت‌کارند نمی‌توانند مسیحیانی واقعی باشند … بنابراین چون مسیحی نیستند حقی نیز در مورد کتاب‌مقدس مسیحیان ندارند. ما مُحِق‌ایم از آنان بپرسیم: ”شما که هستید؟ کِی، و از کجا آمده‌اید؟ شما که جزو ما نیستید در خانهٔ ما چه می‌کنید؟ مارسیون تو چه حقی داری تیشه به ریشهٔ ما بزنی؟ والنتینوس۱۱ با اجازهٔ چه کسی آبِ جاریِ چشمهٔ ما را منحرف می‌کنی؟ آپلس۱۲ با چه حقی حریم ما را تغییر می‌دهی؟ این‌ها مایملک ما است … ما وارثان رسولانیم. “» در باب بدعت‌کاران ۳۷
ترتولیان شدیداً منتقد فلسفهٔ یونان بود و آن را پدر بدعت‌ها می‌دانست. او بر ماهیت متناقض‌نمای ایمان و تضاد بین مسیحیت و فلسفه تأکید می‌کرد. لحنِ حاکم بر آثار ترتولیان در مقایسه با آثار ژوستین و دفاعیون پیشین کاملاً متفاوت است. اما نحوهٔ بیان او را نباید مورد سوءتعبیر و کج‌فهمی قرار داد. او چون دیگر دفاعیون مسیحی، عناصری از فلسفهٔ یونان را به‌کار می‌گرفت که با مسیحیت هم‌خوانی داشت. میزان تأثیرپذیری او از فلسفه، و به‌طور خاص از رواقی‌گری، بیش از آن بود که خودْ تصور می‌کرد. بحث او در مورد «پوچیِ ایمان» را نباید کاملاً تحت‌الفظی تعبیر کرد. ترتولیان عمر خود را صرف نشان دادن انسجام اعتقاداتِ خودْ و عدم انسجام و تناقض اعتقادات مخالفانش کرد.
«پولس در آتن۱۳ و در مباحثاتش با فلاسفه بود که با حکمتی انسانی آشنا شد که وانمود می‌کرد بر حقیقت واقف است. در واقع این حکمت انسانی، حقیقت را فقط تحریف و مخدوش می‌سازد، و خود نیز توسط شاخه‌های متعدد و متخاصم‌اش منقسم شده است. آتن را با اورشلیم چه کار است، و بین مکتب فلسفی یونان و کلیسا چه سازگاری و توافقی است؟ تعلیم ما ریشه در حکمت سلیمان۱۴ دارد که خود تعلیم می‌داد «خداوند را با ساده‌دلی بجوی». جملهٔ تلاش‌هایی که برای خلق مسیحیتی رواقی‌گرایانه یا افلاطونی یا دیالکتیک در کار است، از ما دور باد. ما پس از پذیرش مسیح و برخورداری از موهبت انجیل نه دیگر خواهان مناظرات کنجکاوانه‌ایم و نه در پی تحقیق و بررسی. پس از ایمان‌مان باور دیگری نمی‌جوییم زیرا اساس باورمان این است که ”دیگر به چیزی افزون بر آنچه بدان ایمان آورده‌ایم نیاز نداریم“». در باب بدعت‌کاران ۷
«پسر خدا به صلیب کشیده شد. اگرچه این واقعه‌ای است شرم‌آور لیکن من از آن شرمنده نیستم. پسر خدا مرد. اگرچه این محال، لیکن باورکردنی است. او دفن شد و مجدداً قیام کرد. اگرچه وقوع چنین چیزی غیرممکن، لیکن قطعاً رخ داده است.» جسم مسیح ۵
ترتولیان همچنین علیه مونارشیانیسم۱۵ مطالبی نوشت. مونارشیان‌ها بر «تک‌سالاری»۱۶ خدا تأکید می‌کردند و به‌شدت یکتاپرست بودند. آنان در تعریف آموزهٔ تثلیث۱۷ دست به ابتکار عملی اشتباه زده بودند بدین‌شرح که می‌گفتند: «پدر و پسر و روح‌القدس یکی هستند» همان‌گونه که من هم‌زمان پدر فرزندان خود، شوهر زنم و نویسندهٔ این کتابم. از نظر آنان پدر، پسر، و روح‌القدس نه سه عنوان متفاوت برای سه وجود متمایز بلکه عناوینی متفاوت برای یک وجودند که سه عمل‌کرد متفاوت دارد. ترتولیان در اثر مهم خود «علیه پراکس‌هاس» به آنان پاسخ می‌دهد. پراکس‌هاس۱۸ مونارشیان، و مخالف مونتانیسم بود. ترتولیان می‌نویسد: «پراکس‌هاس دو کار ابلیس را در رُم تحقق بخشید: نبوت را بیرون راند و بدعت را جانشین آن ساخت. او با رد کردن نبوت‌های مونتانیسم، روح‌القدس را محزون می‌کند و با گفتن این که «پسر همان پدر است» خدای پدر را به صلیب می‌کشد». ترتولیان چنین به پراکس‌هاس پاسخ می‌دهد که خدا وجودی است که جوهری واحد و سه شخصیت متمایز دارد. مسیحیان بعدها واژگان ابداعی او را برای تعریف و تبیین آموزه‌های تثلیث و تجسم۱۹ در الهیات مسیحی به‌کار گرفتند. آثار وی اگرچه با معیارهای راست‌دینیِ مسیحیِ قرون بعد کاملاً هم عاری از عیب تلقی نمی‌شد، اما در جهت تبین این آموزه‌ها تأثیر به‌سزایی داشت.

### آثار عملی
ترتولیان در زمینهٔ مسائل اخلاقی-عملی، به‌خصوص انضباط کلیسایی، آثار بسیاری نوشت که به دو گروه تقسیم می‌شوند: «نوشته‌های متقدم» که آثاری کاتولیکی و «نوشته‌های متأخر» که مونتانیستی‌اند. اما بین آثار هر دو دوره پیوستگی و تداومی اساسی وجود دارد. در مجموع ترتولیان موضع اخلاقیِ محکم و سازش‌ناپذیری داشت و متعصبی اخلاق‌گرا بود. برای او جذابیتِ مونتانیسم نه عطایای نبوتی این نهضت، و نه تأکید آن در مورد پایان جهان، بلکه اصول اخلاقی مستحکم آن بود. ترتولیان در آثار ابتدایی‌تر خود در زمینهٔ مسائل اخلاقی، در مورد گناهان جدیِ پس از تعمید، فرصت «توبهٔ۲۰ دوم» را نیز در نظر می‌گیرد. اما در اثر دیگری به‌نام «خضوع» که جزو آثار مونتانیستی او است، در مقابله با اظهار نظری از جانب اسقف کارتاژ، موضع سخت‌تری اتخاذ می‌کند. از نظر ترتولیان انضباط اخلاقی بر بخشش اولویت دارد.

## در ارتباط با میترائیسم
ترتولیان در متنی بر علیه پیروان میترا نوشته است: «به درستی این اهریمن است که وظیفه اش تحریف حقیقت است … این اوست که با بهره‌گیری از معتقدات خویش وعده می‌دهد که گناه آنان را با غسل تعمید بشوید، او ـ تا آنجا که من اسرار میترا را به یاد می‌آورم ـ بر پیشانی سپاهیانش نشانه ای می‌گذارد، شکستن نان را جشن می‌گیرد و نمادی از رستاخیز می‌سازد …»